# Rhaphidophora geniculata
Rhaphidophora geniculata — вид квіткових рослин із родини Araceae, роду Rhaphidophora. Ця ліана, рідним ареалом цього виду є Нова Гвінея.